# Haaren
Haaren ( udtale ?) er en kommune og en by i den sydlige provins Noord-Brabant i Nederlandene.
Kommunen har 13.588 indbyggere. (1 april 2016, kilden: CBS)

## Kernerne
- Biezenmortel
- Esch
- Helvoirt
- Haaren